# کاستلآلفرو
کاستلآلفرو (به ایتالیایی: Castell'Alfero) یک کومونه در ایتالیا است که در استان آسته واقع شده‌است.

## خصوصیات
کاستلآلفرو ۲۰٫۰ کیلومترمربع مساحت و ۲٬۷۳۶ نفر جمعیت دارد و ۲۳۵ متر بالاتر از سطح دریا واقع شده‌است.